# Prohydata stigmatica
Prohydata stigmatica là một loài bướm đêm trong họ Geometridae.